# Fábio Trad
Fábio Ricardo Trad (Campo Grande, 18 de agosto de 1969) é um advogado e político brasileiro, filiado ao Partido dos Trabalhadores (PT).

## Biografia
É o quarto filho do também Deputado Federal Nelson Trad. É advogado, tendo ocupado o cargo de Presidente da Seccional de Mato Grosso do Sul da Ordem dos Advogados do Brasil no triênio 2007-2009.
Como professor de Direito, lecionou em diversas instituições de ensino como ESMAGIS, UNIDERP, UFMS e UCDB.
Político
Foi eleito deputado federal em 2010. Em 20 de dezembro de 2014 assumiu o mandato após vacância do cargo pelo deputado Carlos Marun, que assumiu a Secretaria de Governo do Brasil. Em 2018 foi eleito deputado federal pelo Mato Grosso do Sul. Em 2022 não conseguiu a reeleição.

## Desempenho eleitoral
| Ano  | Eleição                         | Partido | Cargo            | Votos  | %     | Resultado  | Ref   |
| ---- | ------------------------------- | ------- | ---------------- | ------ | ----- | ---------- | ----- |
| 2010 | Estaduais em Mato Grosso do Sul | PMDB    | Deputado federal | 82.121 | 6,95% | Eleito     | [ 4 ] |
| 2014 | Estaduais em Mato Grosso do Sul | PMDB    | Deputado federal | 67.508 | 5,29% | Suplente   | [ 5 ] |
| 2018 | Estaduais em Mato Grosso do Sul | PSD     | Deputado federal | 89.385 | 7,21% | Eleito     | [ 6 ] |
| 2022 | Estaduais em Mato Grosso do Sul | PSD     | Deputado federal | 43.881 | 3,12% | Não eleito | [ 7 ] |